# Rainbow Island
Rainbow Island è una comica muta del 1917 di Billy Gilbert con Harold Lloyd.

## Trama
Dopo aver trovato una nota in una bottiglia galleggiante, Harold se ne va a vedere l'eroina. Incontra per caso una tribù di cannibali.